# 오사카성 홀
오사카성 홀(大阪城ホール 오사카 조 홀[*])은 오사카성 축성 400주년을 기념한 시설로, 1983년에 건설된 다목적 아레나이다. 정식 명칭은 오사카성 국제 문화 스포츠 홀이지만, 보통 오사카성 홀로 불리고 있어 운영 기관도 〈재단법인 오사카성 홀〉이다. 줄여서 성 홀(조 홀)로 불리기도 한다.

## 가는 법
- 서일본 여객철도 오사카 순환선 〈오사카성 공원 역〉 하차 도보 5분
- 오사카 시 교통국 지하철 나가호리쓰루미료쿠치 선 〈오사카 비즈니스 파크 역〉 하차 도보 5분